# Petrivka (Raión de Balta)
Petrivka  (ucraniano: Петрівка) es una localidad del Raión de Podilsk en el Óblast de Odesa de Ucrania. Según el censo de 2001, tiene una población de 52 habitantes.